# Michael Ostendorfer
Michael Ostendorfer, též Ostendorffer (* kolem 1490/1495 v Hemau (Bavorsko) nebo Ostendorfu (Švábsko) – prosinec 1559, Řezno) byl německý malíř a grafik, který je řazen k Dunajské škole.

## Život
Ostendorfer pravděpodobně přišel z Švábska. O jeho výtvarném školení není nic známo, ale předpokládá se, že jeho učitelem byl Albrecht Altdorfer. V roce 1519 získal občanská práva v Řezně a v následujícím roce je v kronice uváděn jako mistr. Se svou první manželkou Annou Wechin, dcerou kožešníka, měl několik synů a dceru Dorotheu. V letech 1525–1532 pracoval pro řezenskou tiskárnu Paula a Hanse Kohla a v letech 1522–41 také pro tiskárnu Petera Apiana v Ingolstadtu. V roce 1536 se přestěhoval do Neumarktu, kde se o tři roky později stal dvorním malířem kurfiřta Fridricha II. Falckého. Kurfiřta pak následoval do jeho rezidenčního města Amberg, kde bydlel až do roku 1544. V roce 1544 pracoval pro norimberskou tiskárnu Hanse Guldenmunda. V roce 1549 se přestěhoval zpátky do Řezna. V letech 1550–1553 získával zakázky císařského města, ale pracoval i pro tamního reformátora Nicholase Galluse. V roce 1556 onemocněl dnou a zemřel v chudobě roku 1559.

## Dílo

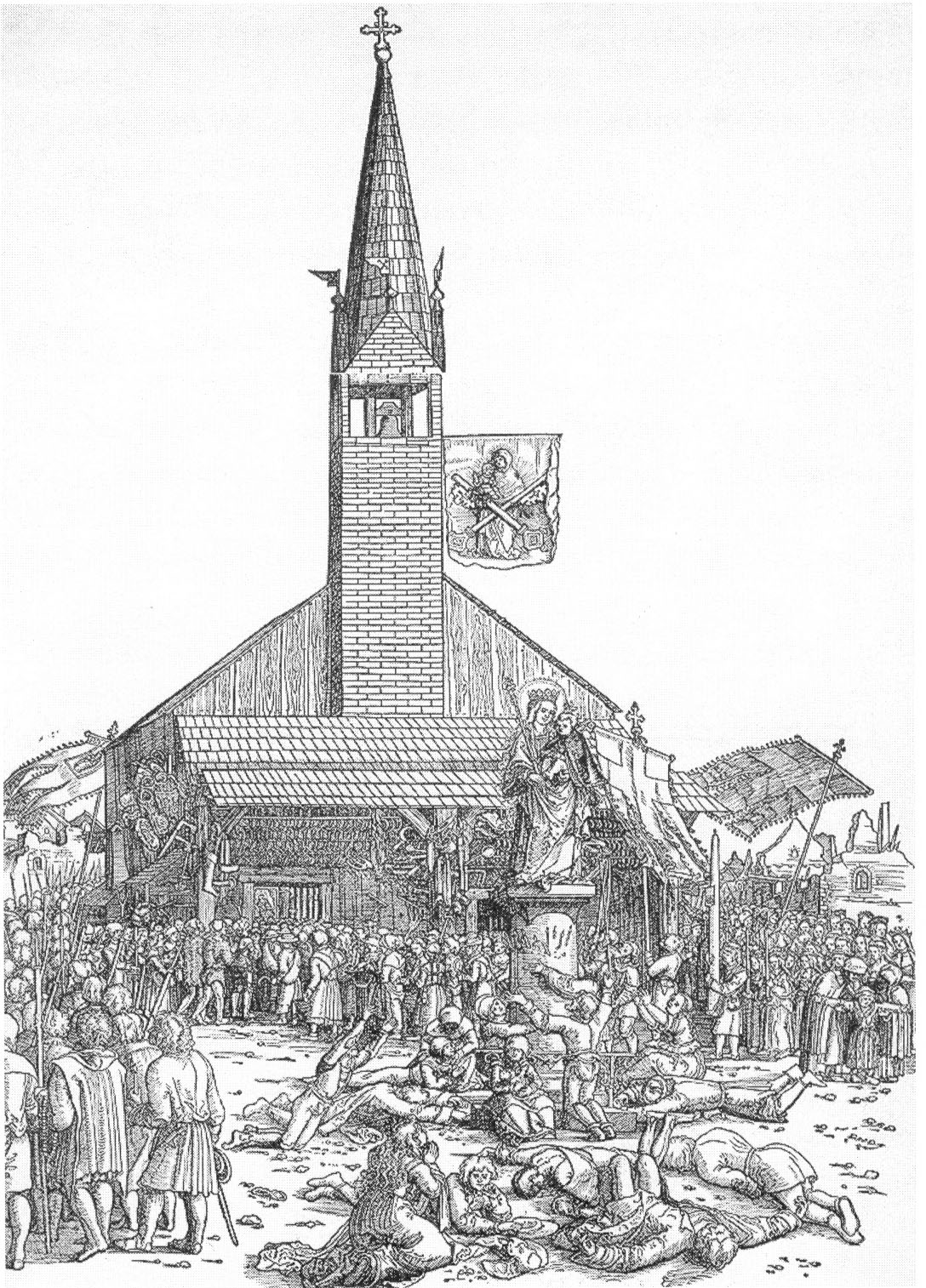
Pouť ke Krásné Madoně v Řezně

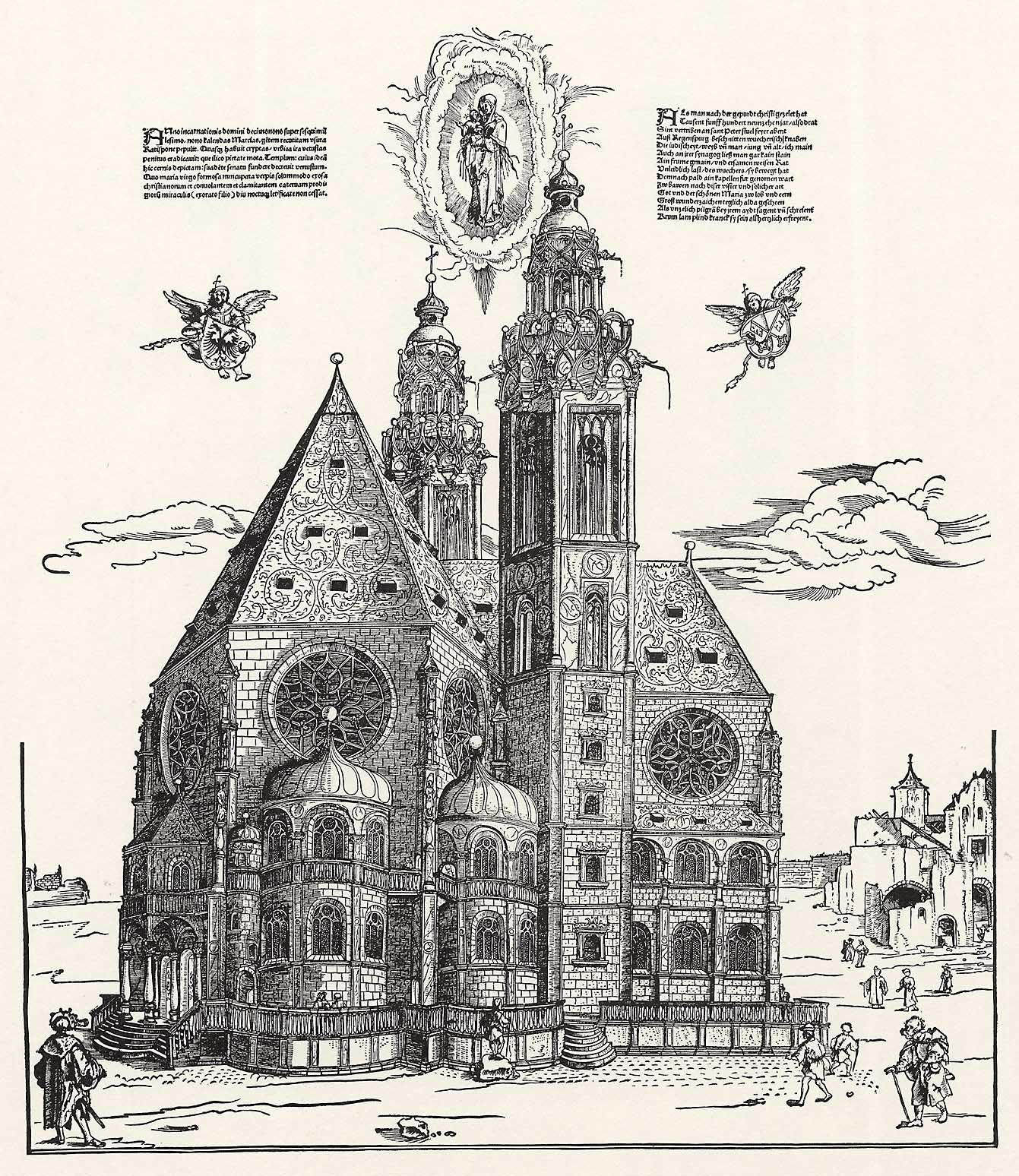
Nový kostel Krásné Madony

Styl jeho grafických listů byl ovlivněn Albrechtem Altdorferem, ale postrádá Altdorferovu pečlivost, jemnost a poetickou atmosféru. Vytvořil sérii dřevorytů poutnických míst, z nichž za nejlepší jsou považovány dva velké listy s poutí ke Krásné Madoně před starým kostelem a pohled na nový kostel Krásné Madony. Z majetku Albrechta Dürera pochází dřevoryt s poutí k soše Krásné Panny Marie v Řezně (1520), který ukazuje extázi některých poutníků před sochou. Dürer na dřevoryt, který sloužil jako suvenýr, připojil vlastní rukou poznámku, kritizující vzrůstající církevní obchod kolem poutí. Michael Ostendorfer vytvořil také řadu dřevorytů tehdejší šlechty, mimo jiné českého krále Ferdinanda I. Habsburského, císaře Karla V., krále Jindřicha I., sultána Sulejmana I., falckraběte Wolfganga.
Roku 1555 vytvořil ve stylu německé reformace křídlový oltář pro Neupfarrkirche v Řezně. Pro protestantský Katechismus Nicholase Galluse dodal 24 xylografických ilustrací.

### Známá díla
- Portrét muže Artnet: Portrait of a gentleman
- Portrét Fridricha III. Saského, Tokyo Fuji Art Museum
- Veroničina rouška s hlavou Krista (1520), Museum der Stadt, Řezno
- Judita s hlavou Holoferna (1530), Wallraf-Richartz-Museum, Kolín Blouin Art: Judith and Holofernes
- Sebevražda Lukrécie (1530), Museum der Stadt, Řezno
- Adam a Eva (1539), Museum der Stadt, Řezno
- Apokalypsa (1543), Museum der Stadt, Řezno
- Ukřižování (1552), Museum der Stadt, Řezno
- Oltář v Neupfarrkirche, Řezno (1555)